# Trigonostylus ammonites
Trigonostylus ammonites är en mångfotingart som beskrevs av Carl 1914. Trigonostylus ammonites ingår i släktet Trigonostylus och familjen Cyrtodesmidae. Inga underarter finns listade i Catalogue of Life.